# Jeszkowice
Jeszkowice est une localité polonaise de la gmina de Czernica, située dans le powiat de Wrocław en voïvodie de Basse-Silésie.